# Veine digitale palmaire
Les veines digitales palmaires sont des veines superficielles des doigts.

## Trajet
Les veines digitales palmaires sont au nombre de deux par doigt et cheminent de bas en haut sur les bords latéraux des doigts.
Elles proviennent du réseau veineux pulpaire et se terminent au niveau des sillons interdigitaux.
Elles sont reliées aux veines digitales dorsales par les veines intercapitulaires.